# IC 1155
IC 1155 ist eine Balken-Spiralgalaxie vom Hubble-Typ SBbc im Sternbild Serpens am Himmelsäquator. Sie ist schätzungsweise 482 Millionen Lichtjahre von der Milchstraße entfernt.
Das Objekt wurde am 1. August 1891 von Stéphane Javelle entdeckt.